# Cervarese Santa Croce
Cervarese Santa Croce es un municipio italiano situado en la provincia de Padua, en Véneto. Tiene una población estimada, a fines de 2022, de 5603 habitantes.
Situado en el límite entre las provincias de Padua y Vicenza, es famoso por la extracción de traquita de una cantera abierta desde la época romana.

## Lugares de interés
El Oratorio de la Santa Cruz es un edificio religioso de una sola nave y planta de cruz latina, que conserva en su interior interesantes fragmentos de frescos referentes a distintas épocas desde el siglo XI al XVI.

## Evolución demográfica
| Gráfica de evolución demográfica de Cervarese Santa Croce entre 1861 y 2022 |
|                                                                             |
| Fuente: ISTAT - Elaboración gráfica de Wikipedia                            |